# Francesco Ceccarelli
Francesco Ceccarelli (Foligno, 1752 – Dresda, 21 settembre 1814) è stato un cantante castrato italiano.

## Biografia
Nato a Foligno nel 1752, Francesco Ceccarelli fece il suo debutto al Teatro del Leone d'oro di Perugia durante il carnevale del 1770, interpretando i ruoli femminili di Angelica e Fiorina nelle opere comiche Le astuzie di Rosina e Burlotto di Carlo Franchi e Le contadine bizzarre di Niccolò Piccinni. Castrato prima della pubertà, Ceccarelli si perfezionò sotto la supervisione del contralto Florido Baldigara a Città di Castello, dove fu impiegato come cantore della cattedrale fino al 1774. In questi anni tornò a dedicarsi all'opera, cantando, ad esempio, il ruolo di Roccolina ne Gli uccellatori di Pietro Guglielmi al Teatro degli Illuminati nel 1772. Nel 1774 tornò nella natia Foligno per cantare il Demetrio di Carlo Monza al Teatro dell'Aquila, per poi affermarsi sulle scene italiane cantando a Venezia e Verona tra il 1775 e il 1776.
Dopo la parentesi veneta cantante della cappella di corte dell'arcivescovo di Salisburgo e in questi anni strinse una profonda amicizia con Wolfgang Amadeus Mozart. La vicinanza tra i due è confermata dal fitto scambio epistolare e dal fatto che, come ha dimostrato Biancamaria Brumana, Ceccarelli sia stato ritratto da Johann Nepomuk Della Croce, ritrattista di tutta la famiglia Mozart. L'amicizia con Mozart segnò anche un proficuo sodalizio artistico tra il castrato e il compositore, che scrisse appositamente per lui il recitativo e rondò A questo seno deh vieni - Or che il cielo a me ti rende (K. 374, per soprano, due oboi, due corni e archi). Ceccarelli cantò anche i lavori K275 (Messa in sib em.) e K272b (Missa brevis numero 9), ottenendo grandi apprezzamenti in particolare per la seconda. Il musicologo Cliff Eisen ha ipotizzato che intorno al 1780 Mozart abbia revisionato l'Exsultate, jubilate apposta per la voce di Ceccarelli, noto per l'ottima tecnica e la bellezza dei suoi passaggi e dei suoi trilli.
Durante gli anni salisburghesi Ceccarelli fece anche una rara apparizione operistica, cantando il ruolo di Poseidone nella favola pastorale di Antonio Pio Nettuno ed Egle (1783). Dal 1788 al 1792 fu assunto alla corte di Magonza, dove riceveva 800 fiorini l'anno sotto la supervisione musicale del maestro di cappella Vincenzo Righini. Come stabilito da contratto, durante i quattro anni a Magonza Ceccarelli si concesse due periodi di pausa per organizzare concerti a Monaco e Francoforte. Dal 1793 al 1799 seguì un'intensa attività operistica in Italia, che lo vide calcare le scene di Napoli (1793-1795),  Venezia (1795 e 1797), Firenze (1795), Mantova (1796), Ferrara (1796, 1798), Livorno (1798), Padova (1798) e Trieste (1799).
Nel 1800, quando il declino vocale gli impedì di proseguire con la carriera operistica, Ceccarelli fu assunto alla corte di Dresda come Kammersänger e mantenne la posizione fino alla morte, avvenuta il 21 settembre 1814.